# Noël Liétaer

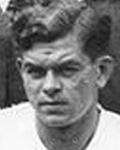
Liétaer 1933

Noël Liétaer (* 17. November 1908 in Neuville-en-Ferrain; † 22. Februar 1941 in Rostock) war ein französischer Fußballspieler.

## Vereinskarriere
Der 172 Zentimeter große Liétaer wurde hauptsächlich auf der Außenläuferposition, aber gelegentlich auch als Halbstürmer eingesetzt. Er stammte aus dem Norden Frankreichs und spielte im jungen Erwachsenenalter – mindestens seit 1929 – bei der US Tourcoing. Von dort aus wechselte er 1931 oder 1932 zum Excelsior AC Roubaix. Dieser zählte in der Spielzeit 1932/33 zu den Gründungsmitgliedern der Division nationale, die in diesem Jahr als landesweite Profiliga geschaffen wurde. Sein Erstligadebüt gelang ihm am 11. September 1932, als er bei einer 0:3-Niederlage gegen den FC Sète auf dem Platz stand. Er entwickelte sich zu einem festen Leistungsträger, verpasste im weiteren Saisonverlauf keine der damals 18 Partien und war mit sechs Treffern überdies ein wichtiger Torschütze. Darüber hinaus wurde er erstmals in die Nationalelf berufen und schaffte mit dem EAC den Einzug ins nationale Pokalfinale 1933, wozu er im Achtelfinale auch selbst einen Treffer beigesteuert hatte. Im Endspiel gegen den Stadtrivalen Racing Roubaix war er aktiv am 3:1-Sieg beteiligt und gewann dadurch den Titel. Liétaer galt als „eleganter und dynamischer Techniker“, der auf dem Spielfeld „einen enormen Aktionsradius aufwies“ und insbesondere seine Angriffskollegen Norbert Van Caeneghem und Marcel Langiller, später auch Henri Hiltl und Jean Sécember, mit gescheiten Pässen versorgte.
In den nachfolgenden Spielzeiten behielt er seinen Stammplatz, auch wenn er es in der Saison 1934/35 auf nur zehn Punktspieleinsätze mit einem Treffer brachte, und konnte sich mit dem EAC sowohl in der Liga als auch im Pokal etablieren, ohne jedoch erneut in die Nähe eines Titelgewinns zu kommen. In der Spielzeit 1938/39 entging die Mannschaft sogar nur knapp dem Abstieg. Im Anschluss an die Saison kam es aufgrund des beginnenden Zweiten Weltkriegs zur Einstellung des regulären Spielbetriebs, was nach 186 Erstligapartien mit 17 Treffern das Ende seiner Profilaufbahn darstellte. Wenig später wurde er als Soldat ins Militär einberufen und geriet in deutsche Kriegsgefangenschaft. Liétaer kam ins Stalag II A nach Fünfeichen. Im Rahmen seines Aufenthalts wurde er auch in einem Arbeitskommando in Rostock eingesetzt. Dort starb er am 22. Februar 1941 im Alter von 32 Jahren an einer Blutvergiftung. Liétaer zu Ehren wurde der von den französischen Kriegsgefangenen angelegte Fußballplatz im Stalag II A 1944 in Stade Liétaer benannt. Dort fand eine Lagerolympiade mit Mannschaften aus Frankreich, Italien, Jugoslawien und Polen statt. Dazu baute man den Platz in ein Stadion um.

## Nationalmannschaft
Liétaer war 24 Jahre alt, als er am 25. Mai 1933 bei einem 1:1 in einem Freundschaftsspiel gegen Wales zu seinem Debüt für die französische Nationalmannschaft kam. Ab März 1934 folgten regelmäßige Berufungen in die Startelf und er wurde für den Kader zur Weltmeisterschaft 1934 in Italien berücksichtigt. Bei der ersten Turnierbegegnung gegen Österreich hatte er sich hauptsächlich um Josef Bican zu kümmern, musste jedoch durch eine 2:3-Niederlage nach Verlängerung das Ausscheiden seines Teams hinnehmen. Anschließend bestritt er nur noch ein Spiel im Nationaldress, nämlich am 16. Dezember desselben Jahres gegen Jugoslawien. Dies stellte nach sieben Partien ohne eigenen Treffer das Ende seiner internationalen Laufbahn dar.

## Sonstiges
In Liétaers Heimatgemeinde Neuville-en-Ferrain ist ein Sportkomplex nach ihm benannt. Neben dem ebenfalls nach ihm benannten Fußballplatz befinden sich auf dem Gelände ein Ascheplatz, eine Sporthalle sowie zwei Dōjōs.